# Domènec Ruiz Devesa
Domènec Miguel Ruiz Devesa (ur. 3 marca 1978 w Alicante) – hiszpański polityk, poseł do Parlamentu Europejskiego IX kadencji.

## Życiorys
Studiował prawo i ekonomię na Universidad Carlos III w Madrycie, a także politologię i socjologię na uniwersytecie kształcenia na odległość UNED. Jako stypendysta Fundación Caja Madrid kształcił się następnie na Uniwersytecie Johnsa Hopkinsa. Pracował m.in. w Banku Światowym. Działacz Hiszpańskiej Socjalistycznej Partii Robotniczej, podczas pobytu w USA był sekretarzem jej oddziału w Waszyngtonie. Po powrocie do Hiszpanii był m.in. współpracownikiem socjalistycznych eurodeputowanych. Objął też funkcję przewodniczącego madryckiego oddziału organizacji Unión de Europeístas y Federalistas de España.
W wyborach w 2019 z ramienia PSOE uzyskał mandat eurodeputowanego IX kadencji.